# Jean Del Cour
Jean Del Cour (nascut a Hamoir (principat de Stavelot-Malmedy) el 1631 - mort a Lieja (Principat de Lieja) 1707) fou un escultor de l'època barroca. Fou el germà del pintor de Jean-Gilles Del Cour.

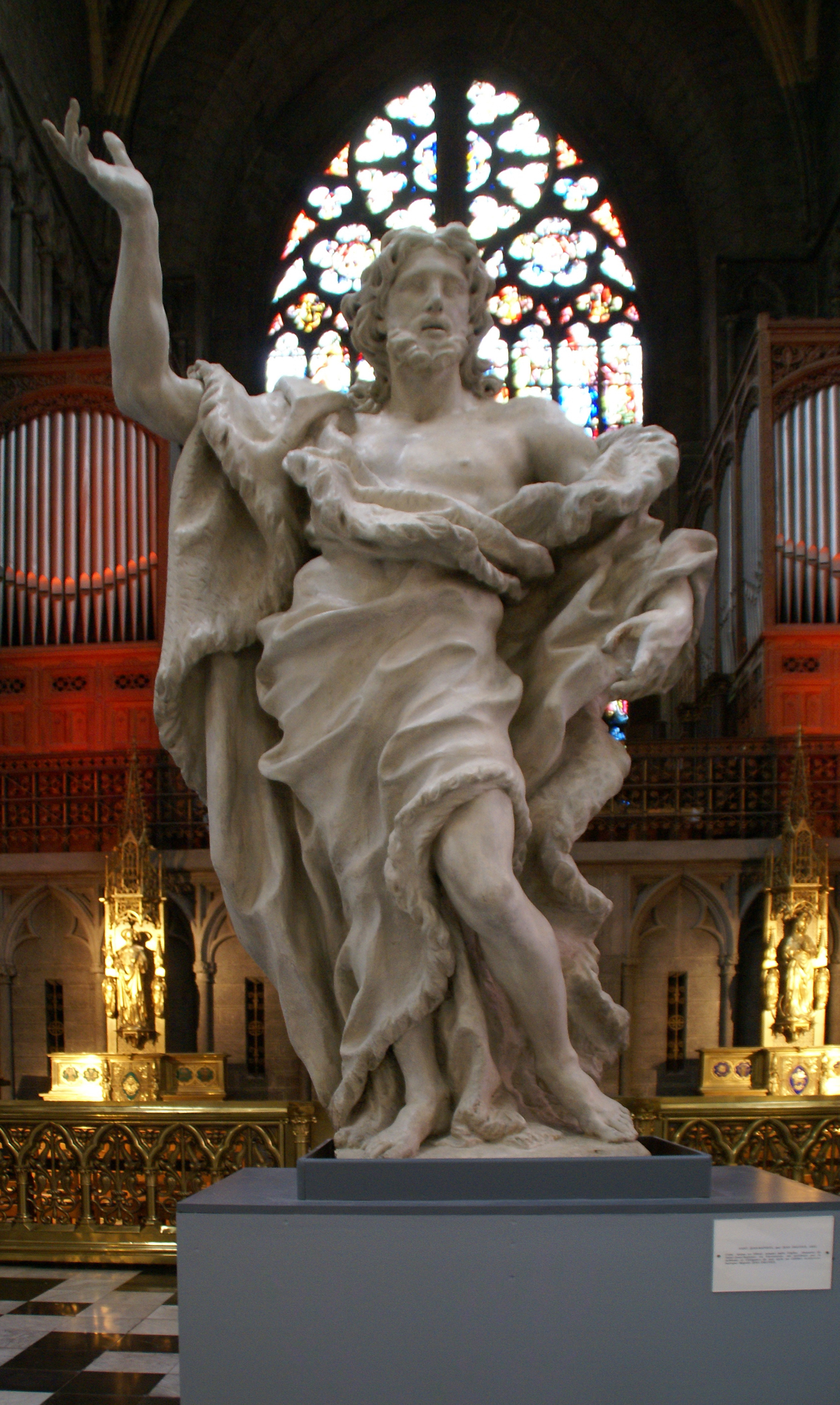
Estàtua de Joan Baptista de 1682
Lieja, Catedral de Sant Pau

 Va estudiar a Itàlia uns deu anys, entre altres prop de Gian Lorenzo Bernini, aproximadament de 1650 a 1660. El 1661 va instal·lar-se definitivament a Lieja, al carrer rue Sœurs de Hasque.
El 1685 va obtenir l'encàrrec de modernitzar la sala dels escabins al palau dels prínceps-bisbes. La tribuna que va realitzar per a aquesta sala s'ha transferit a la sala de l'actual consell provincial. A la sala blava es troba una seva xemeneia en marbre de Theux – Del Cour era el llogater d'aquesta carrera -, amb el lema del príncep-bisbe Maximilià Enric de Baviera pietate et sapientia.
Segons la historiadora de l'art Marie-Madeleine Robeyns, Del Cour va continuar a emancipar les seves estàtues de l'arquitectura no «en imitar Bernini, però en assimilar-lo i en adaptar-lo al seu propi gust». En una història de l'escultura de Valònia, Ann Geersten assenyala que Del Cour introdueix la modernitat de la seva època en una interpretació més retinguda que la de molt dels seus contemporanis, sense contorsions desenfrenades o expressions ostentoses, «va guardar un equilibri mesurat en l'expressió apassionada dels sentiments». Es considera com l'escultor més gran i més productiu de tota l'època barroca a Valònia. L'inventari compta amb més de dues-centes obres: altars, galeries, fontanes, tombes, xemeneies, púlpits, relleus i estàtues. Les seves obres van trobar clients tot arreu el principat i al ducat de Luxemburg i el seu estil va influenciar tota una escola d'escultors.
Va morir a Lieja el 1707.
Després d'una subscripció pública, el 1911 va inaugurar-se un monument dedicat a Jean Del Cour. L'escultor liegès Paul Du Bois va inspirar-se d'un retrat pintat pel seu germà. A la fi de l'any 2007 a l'ocasió del tricentenari de la seva mort una exposició retrospectiva va organitzar-se a la col·legiata de Sant Bartomeu a Lieja.

## Obres

### A Lieja
- estàtua de la Mare de Déu al carrer Vinâve d'Ile
- les tres gràcies damunt el perron a la Plaça del Mercat
- el Crist jacent a la catedral de Sant Pau
- la «Sala blava» i la sala dels escabins al palau bisbal
- diverses estàtues de sants

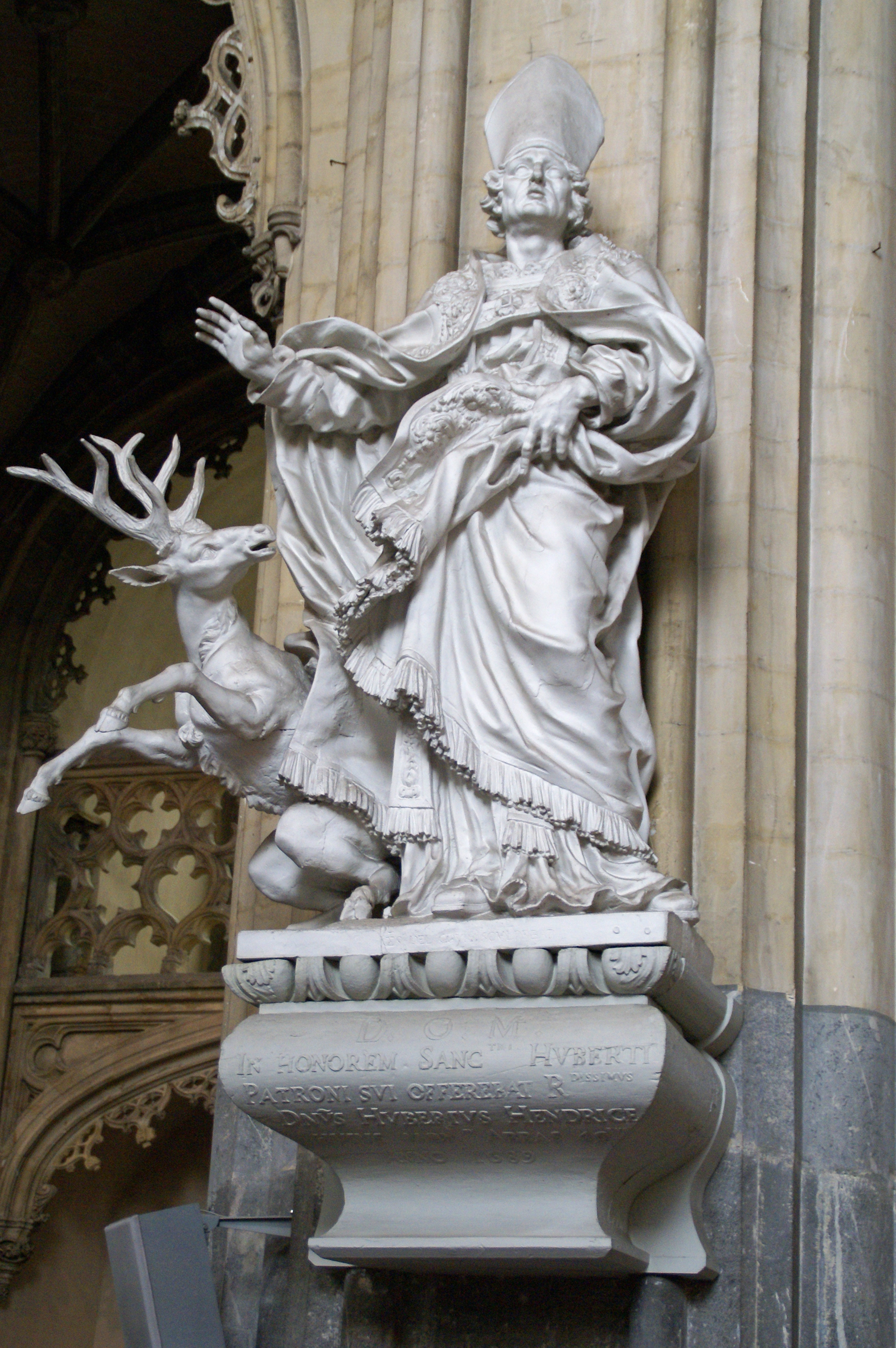
Hubert de Lieja amb cérvol (1689) til·la pintada Església de Sant Jaume
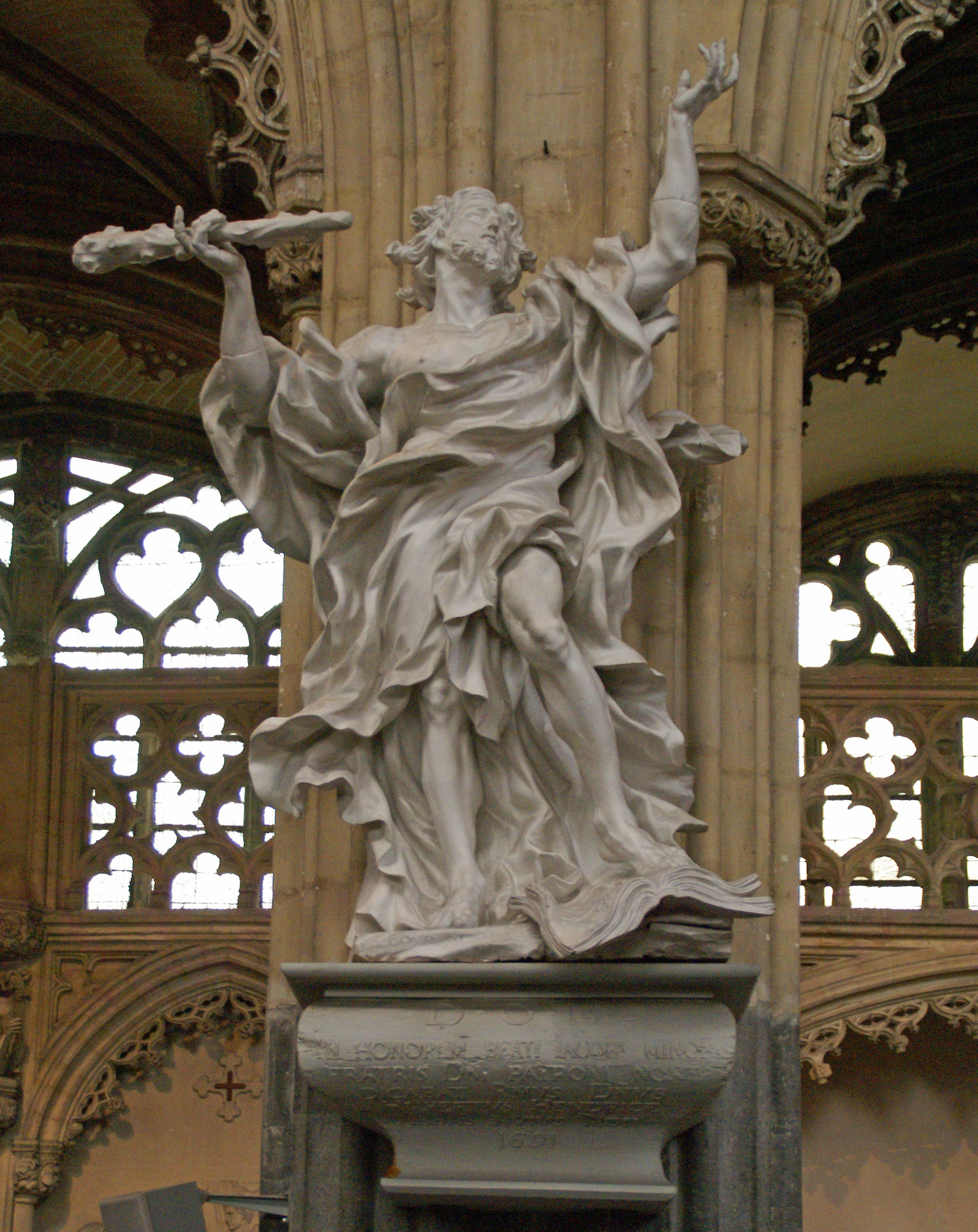
Sant Jaume el Just til·la pintada Església de Sant Jaume
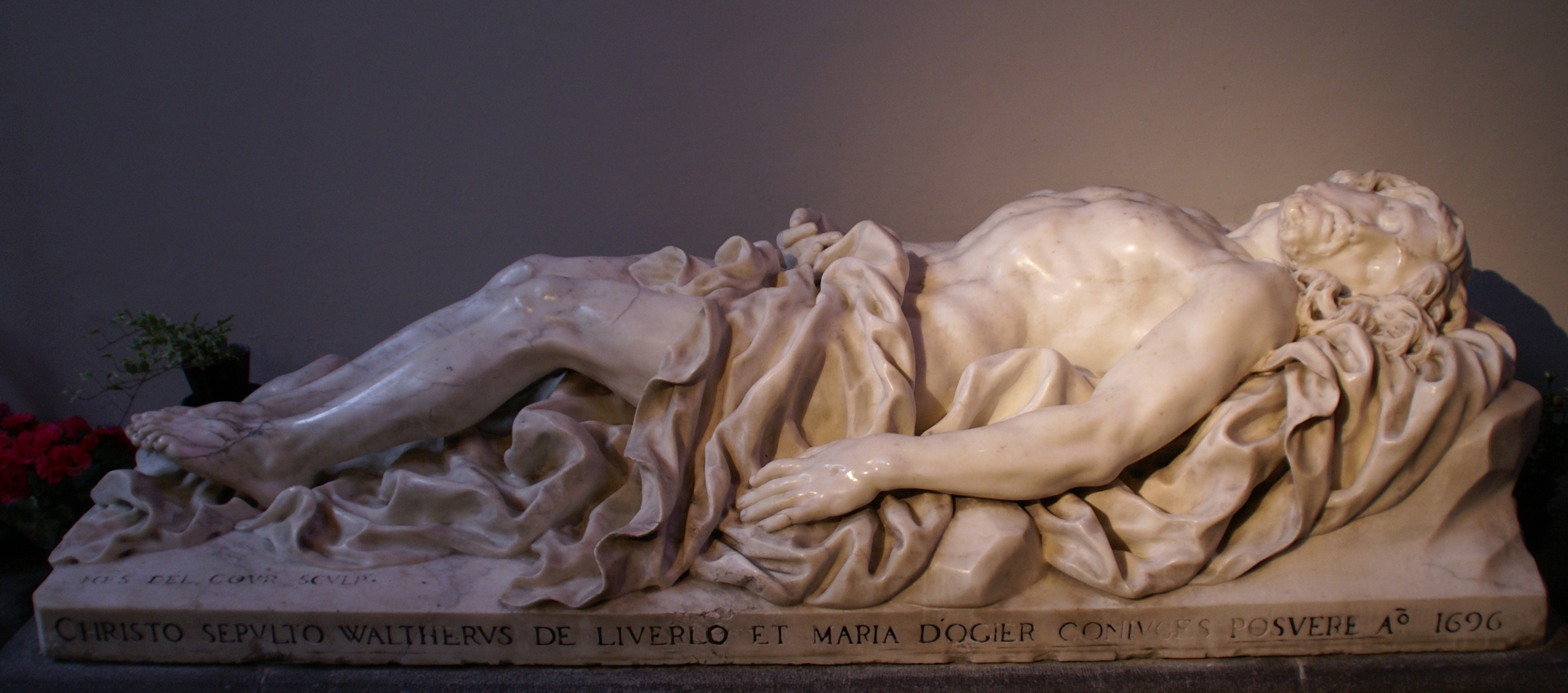
Crist Jacent (1696), marbre blanc, Catedral de Sant Pau
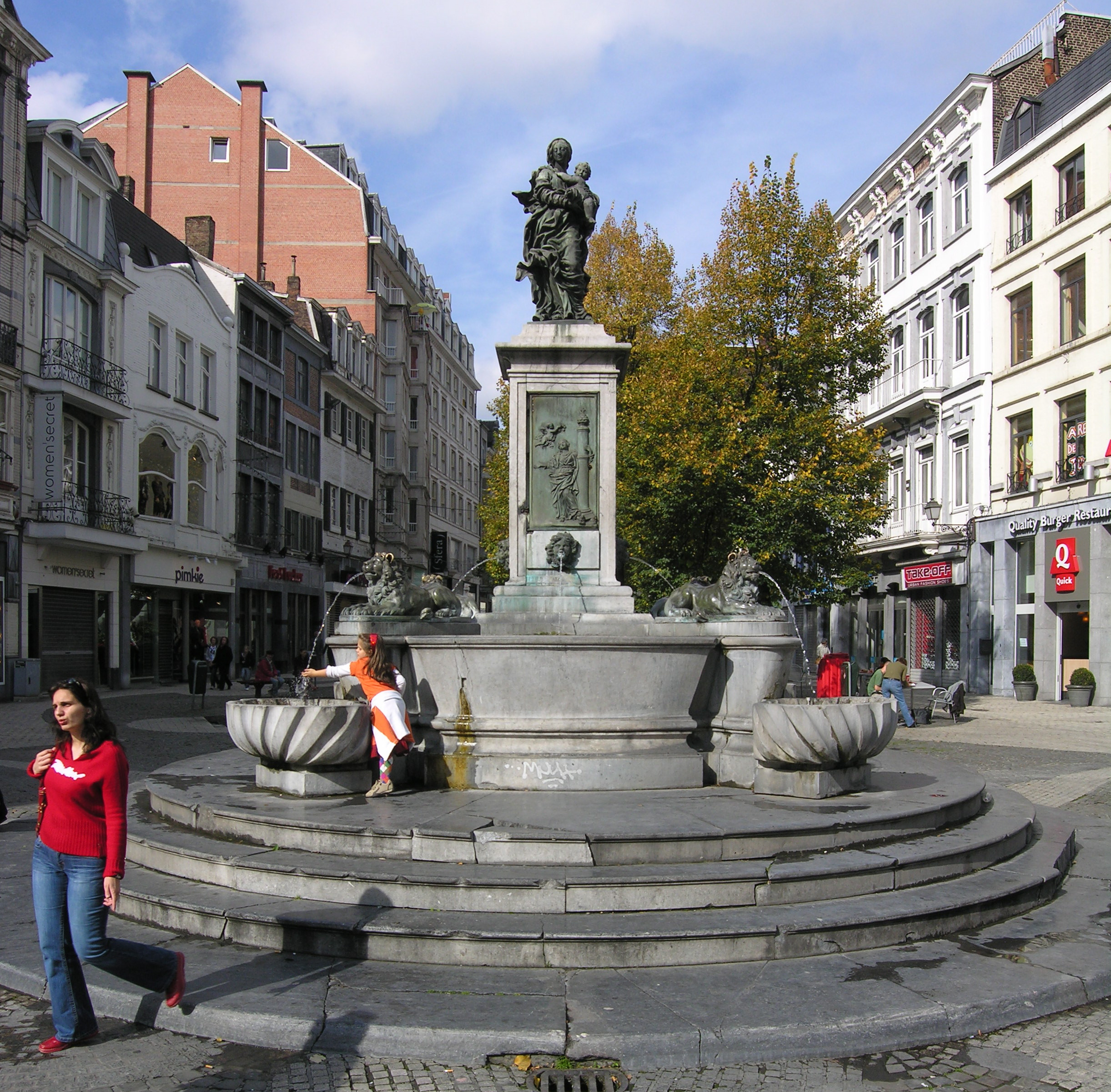
La font amb la Mare de Déu a la plaça Vinâve d'Ile
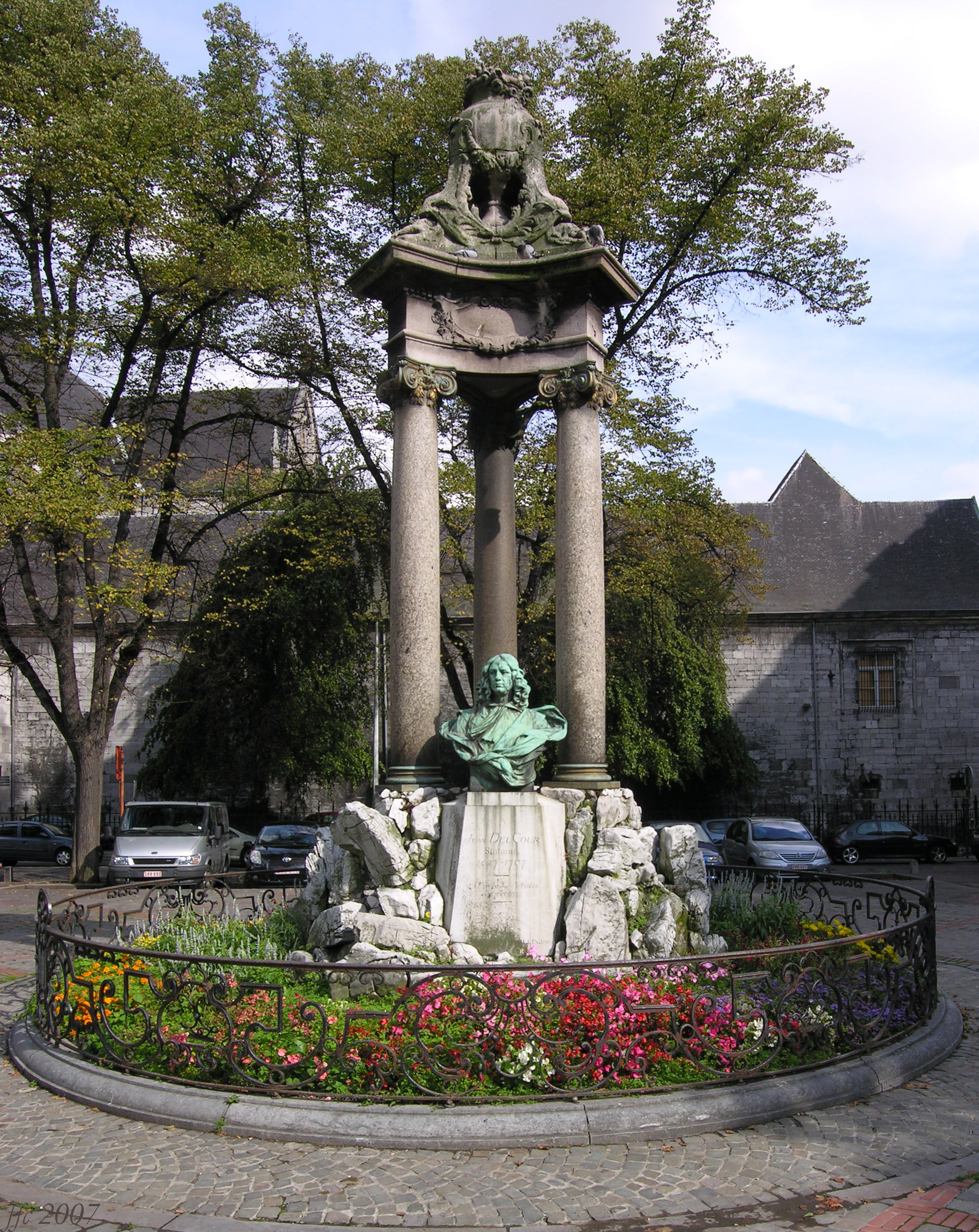
Bust de Jean Del Cour (1911) per Jean Du Bois, inspirat per un retrat de Jean-Gilles Del Cour a la Plaça de Sant Pau

### A Hasselt

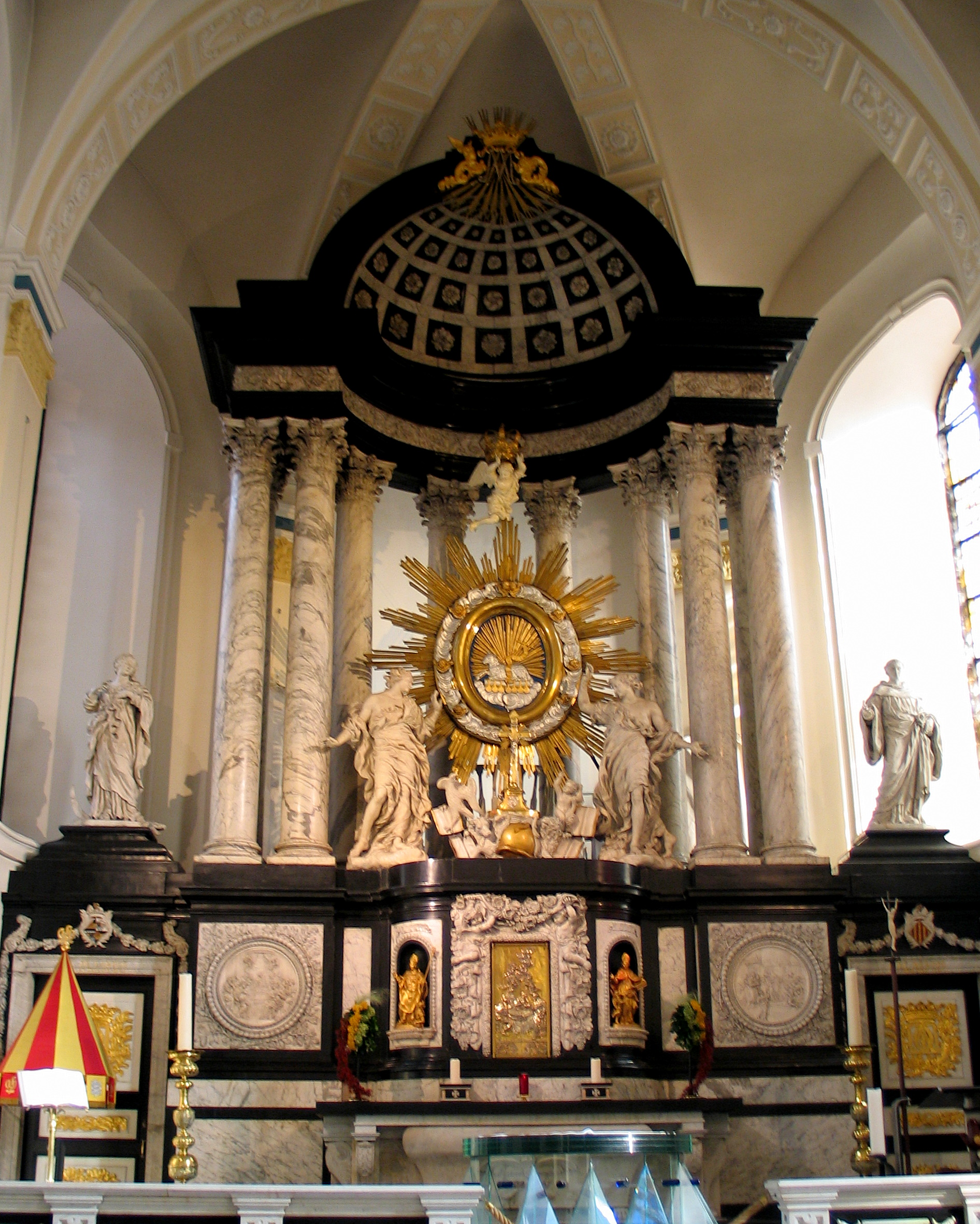
Hasselt, altar de l'església Virga Jesse